# 線紋梅氏鳊
線紋梅氏鳊（学名：Metzia lineatus）为輻鰭魚綱鯉形目鲴科梅氏鳊属的鱼类。分布于台灣、越南以及中国福建、广东、广西、海南及云南等。本魚體側扁，略高，腹部圓，頭小，眼大，口端位，嘴斜裂，體被中圓鱗，側線完全，側線鱗37-40枚，背鰭起點在腹部後方，背鰭軟條7枚，臀鰭軟條14-18枚，尾鰭分叉，體背側灰色，腹部銀白色，體側鱗片基部中間有小黑點，形成數條不明顯的灰色縱紋，體長可達10公分，主要棲息在底中層水域，屬雜食性，生活習性不明。该物种的模式产地在越南。
其种加词“Lineatus”意为“有线纹的”。